# Jüdischer Friedhof (La Bastide-Clairence)

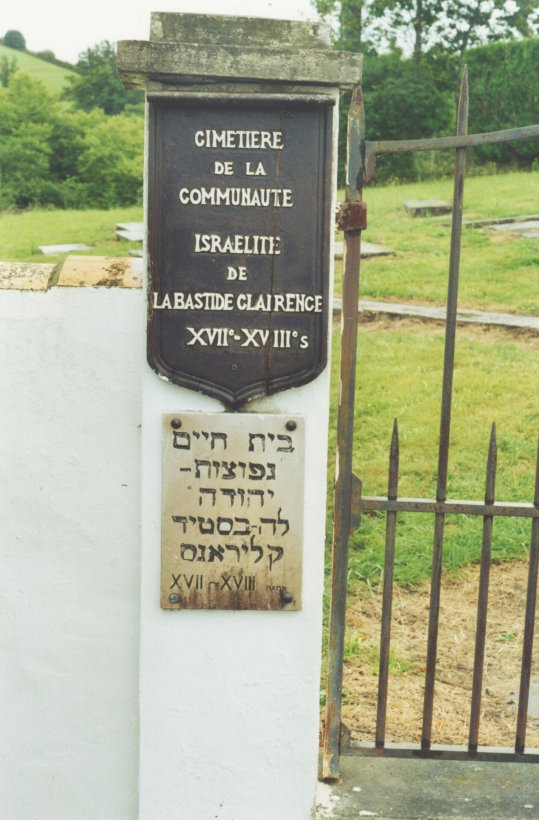
Eingang zum Friedhof

Der Jüdische Friedhof in La Bastide-Clairence, einer französischen Gemeinde im Département Pyrénées-Atlantiques der Region Nouvelle-Aquitaine, wurde Anfang des 17. Jahrhunderts eingerichtet.

## Geschichte
Jüdische Flüchtlinge aus Spanien und Portugal siedelten sich Ende des 16. Jahrhunderts in Bayonne und den umliegenden Dörfern an. In La Bastide-Clairence lebten ungefähr 70 bis 80 jüdische Familien im Laufe des 17. Jahrhunderts. Sie bildeten eine relativ eigenständige Gemeinschaft innerhalb des Ortes und wurden als „Nation juive“ (Jüdische Nation) bezeichnet.
Ein eigener jüdischer Friedhof wurde zu Beginn des 17. Jahrhunderts geschaffen. In den 1960er Jahren wurden 62 Gräber gezählt, der älteste Grabstein (Mazewa) ist aus dem Jahr 1620 und der jüngste von 1785. Die Familiennamen lauten häufig Dacosta, Henriquez, Lopez, Nunez, Depas und Alvares.
Der Friedhof gehört heute dem Consistoire Bayonne. Er steht seit 1988 als monument historique unter Denkmalschutz.